# Fenggang (sockenhuvudort i Kina, Jiangxi Sheng, lat 28,59, long 116,59)
Fenggang är en sockenhuvudort i Kina. Den ligger i provinsen Jiangxi, i den sydöstra delen av landet, omkring 69 kilometer öster om provinshuvudstaden Nanchang. Antalet invånare är 42 042. Befolkningen består av 20 229 kvinnor och 21 813 män. Barn under 15 år utgör 23,0 %, vuxna 15-64 år 69 %, och äldre över 65 år 7,0 %.
Runt Fenggang är det tätbefolkat, med 442 invånare per kvadratkilometer. Närmaste större samhälle är Yugan, 14,8 km nordost om Fenggang. Trakten runt Fenggang består till största delen av jordbruksmark.
Genomsnittlig årsnederbörd är 2 308 millimeter. Den regnigaste månaden är juni, med i genomsnitt 395 mm nederbörd, och den torraste är oktober, med 33 mm nederbörd.